# Поленова тънкоклюна ванга
Xenopirostris polleni е вид птица от семейство Vangidae. Видът е почти застрашен от изчезване.

## Разпространение
Видът е разпространен в Мадагаскар.